# Idaux-Mendy
Idaux-Mendy è un comune francese di 267 abitanti situato nel dipartimento dei Pirenei Atlantici nella regione della Nuova Aquitania.

## Società

### Evoluzione demografica
Abitanti censiti